# Blue Weekend
Blue Weekend és el tercer àlbum d'estudi del grup britànic de rock alternatiu Wolf Alice, publicat el 4 de juny de 2021 a través de Dirty Hit . Blue Weekend va ser precedit per quatre senzills: " The Last Man on Earth ", "Smile", "No Hard Feelings" i "How Can I Make It OK?". L'àlbum va rebre crítiques molt positives a nivell global, sent nombrat, per molts, el millor treball del grup. Va ser finalista per al Mercury Prize el 2021.

## Llançament
El 24 de febrer de 2021, Wolf Alice va publicar el primer senzill,"The Last Man on Earth", juntament amb l'anunciament del títol de l'àlbum, programant la seva data de llançament inicial pel 11 de juny del mateix any.El 3 de maig de 2021, la banda va anunciar que duria a terme el llançament de l'àlbum una setmana abans, concretament el 4 de juny.

## Promoció

### Senzills de l'àlbum
Blue Weekend va ser precedit per quatre senzills. "The Last Man on Earth" va ser publicat el 24 de febrer de 2021 com a senzill principal de l'àlbum. Va ser estrenat per Annie Mac al seu programa de ràdio homònim de la BBC Radio 1, on els integrants de la banda, Ellie Rowsell i Theo Ellis, van ser copresentants amb ella. El vídeo musical va ser publicat a YouTube una hora després de l'emissió.
"Smile" va ser publicat el 20 d'abril de 2021 com el segon senzill de l'àlbum.
"No Hard Feelings" va ser publicat el dia 11 de maig de 2021, una hora abans que els dos anteriors senzills, al programa Apple Music de Zane Lowe. El vídeo musical es va tornar a publicar a YouTube a la hora següent."How Can I Make It OK?" va ser llançat el 3 de juny de 2021 com el quart i últim senzill de l'àlbum, juntament amb un vídeo musical a YouTube.

## Recepció crítica
L'àlbum va rebre crítiques positives unànimament, molts d'elles afirmant que aquest era el seu millor àlbum de tota la carrera. A la pàgina de Metacritic, on es recopilen ressenyes de nombroses fonts i s'assigna un índex normalitzat de 100, l'àlbum va rebre una puntuació mitjana de 91 basat en 19 crítiques, indicant "aclamació universal". A finals del 2021, es va consolidar com el vuité àlbum millor puntuat dins el lloc web.
El portal de crítiques o entrevistes de The Forty-Five va obsequiar l'àlbum amb una puntuació perfecta de 5/5 estrelles.

## Llista de cançons
| Núm.          | Títol                                              | Durada |
| ------------- | -------------------------------------------------- | ------ |
| 1.            | «The Beach»                                        | 2:35   |
| 2.            | «Delicious Things»                                 | 5:04   |
| 3.            | «Lipstick on the Glass»                            | 4:07   |
| 4.            | «Smile»                                            | 3:16   |
| 5.            | «Safe from Heartbreak (If you Never Fall in Love)» | 2:32   |
| 6.            | «How Can I Make It OK»                             | 4:47   |
| 7.            | «Play the Greatest Hits»                           | 2:27   |
| 8.            | «Feeling Myself»                                   | 4:43   |
| 9.            | «The Last Man on Earth»                            | 4:21   |
| 10.           | «No Hards Feelings»                                | 2:35   |
| 11.           | «The Beach II»                                     | 3:39   |
| Durada total: | Durada total:                                      | 40:08  |